# Eric Allin Cornell
Eric Allin Cornell, ameriški fizik, * 19. december 1961, Palo Alto, Kalifornija, ZDA.
S sodelavcem Carlom Edwinom Wiemanom sta leta 1995 prva dosegla stanje snovi, imenovano Bose-Einsteinov kondenzat. Leta 2001 sta za ta dosežek skupaj z Wolfgangom Ketterlejem prejela Nobelovo nagrado za fiziko.